# Persicaria setosula
Persicaria setosula là một loài thực vật có hoa trong họ Rau răm. Loài này được (A.Rich.) K.L.Wilson miêu tả khoa học đầu tiên năm 1990.